# What Goes Around... Comes Around
Pour les articles homonymes, voir What Goes Around.
Singles de Justin Timberlake
Dick in a Box
(2006) Give It to Me
(2007)
What Goes Around... Comes Around (connu sous le titre What Goes Around.../...Comes Around (Interlude) sur l'album) est une chanson du chanteur de pop américain Justin Timberlake. C'est le troisième single issu de son second album FutureSex/LoveSounds. La structure et le sujet abordé par le titre (la rupture) a longtemps laissé penser qu'il s'agissait d'une suite de Cry Me a River version 2007. Cependant, cette chanson ne parle pas de Britney Spears, comme le chanteur l'a avoué dans une interview, mais semblerait parler de ce qu'a ressenti son ami Trace Ayala lorsque sa liaison avec Elisha Cuthbert s'est terminée. La chanson a reçu des critiques généralement positives et s'est classée dans le top 10 dans de nombreux pays.

## Clip vidéo
Le clip a été réalisé par Samuel Bayer, qui avait notamment réalisé en 1991 le clip de Smells Like Teen Spirit de Nirvana. Certains dialogues ont été écrits par Nick Cassavetes, qui a notamment dirigé Justin Timberlake dans le film de 2007, Alpha Dog.
Le clip met en vedette Scarlett Johansson face à Justin Timberlake. Sa participation a engendré la fin de la relation amoureuse entre Justin et Cameron Diaz d'après la presse people.

## Liste des pistes
| 1. | What Goes Around... Comes Around (Radio Edit)                     | 3:39 |
| 2. | Boutique in Heaven (Basement Jaxx Vocal Mix)                      | 4:08 |
| 3. | What Goes Around... Comes Around (Wookie Mix Radio Edit)          | 3:55 |
| 4. | What Goes Around... Comes Around (Sebastien Leger Mix Radio Edit) | 4:14 |
| 5. | What Goes Around... Comes Around (Junkie XL Small Room Mix)       | 4:55 |

| 1. | What Goes Around... Comes Around (Radio Edit)               | 3:39 |
| 2. | Boutique in Heaven (Basement Jaxx Vocal Mix)                | 4:08 |
| 3. | What Goes Around... Comes Around (Mysto & Pizzi Main Mix)   | 7:43 |
| 4. | What Goes Around... Comes Around (Junkie XL Small Room Mix) | 4:55 |

## Classements et certifications
| Classement (2007)                       | Meilleure position |
| --------------------------------------- | ------------------ |
| Allemagne (Media Control AG)            | 5                  |
| Australie (ARIA)                        | 3                  |
| Autriche (Ö3 Austria Top 40)            | 5                  |
| Belgique (Flandre Ultratop 50 Singles)  | 8                  |
| Belgique (Wallonie Ultratop 50 Singles) | 17                 |
| Canada (Hot 100)                        | 3                  |
| Danemark (Tracklisten)                  | 3                  |
| Espagne (PROMUSICAE)                    | 1                  |
| États-Unis (Hot 100)                    | 1                  |
| États-Unis (Pop Airplay)                | 1                  |
| États-Unis (R&B/Hip-Hop Songs)          | 76                 |
| États-Unis (Dance Club Songs)           | 17                 |
| États-Unis (Adult Pop Songs)            | 15                 |
| Europe (Hot 100)                        | 1                  |
| Finlande (Suomen virallinen lista)      | 3                  |
| France (SNEP)                           | 5                  |
| Hongrie (Rádiós Top 40)                 | 5                  |
| Hongrie (Dance Top 40)                  | 39                 |
| Irlande (IRMA)                          | 6                  |
| Italie (FIMI)                           | 11                 |
| Pays-Bas (Top 40)                       | 6                  |
| Nouvelle-Zélande (RMNZ)                 | 3                  |
| Norvège (VG-lista)                      | 7                  |
| Tchéquie (IFPI Rádio)                   | 10                 |
| Royaume-Uni (UK Singles Chart)          | 4                  |
| Slovaquie (IFPI Rádio)                  | 5                  |
| Suède (Sverigetopplistan)               | 5                  |
| Suisse (Schweizer Hitparade)            | 5                  |

| Classement (2007)   | Position |
| ------------------- | -------- |
| Allemagne           | 34       |
| Australie           | 31       |
| Autriche            | 33       |
| Belgique (Flandre)  | 47       |
| Belgique (Wallonie) | 73       |
| Pays-Bas            | 47       |
| France              | 56       |
| Hongrie             | 48       |
| Italie              | 36       |
| Nouvelle-Zélande    | 25       |
| Royaume-Uni         | 28       |
| Suède               | 70       |
| Suisse              | 17       |

| Pays                     | Certifications |
| ------------------------ | -------------- |
| Australie (ARIA)         | Double platine |
| Nouvelle-Zélande (RIANZ) | Or             |
| États-Unis (RIAA)        | Platine        |